# Nuccia Focile
Nuccia Focile (25 de novembro de 1961) é uma soprano italiana.
Ela nasceu, mais precisamente na região da Sicília, tendo estudado em Turim sob a orientação de Elio Battaglia, tendo feito sua estreia em 1986, na ópera Ballo in maschera, de Giuseppe Verdi, se apresentando no teatro La Scala.
Ainda em 1986, ganhou o prêmio International Pavarotti, na Filadélfia, e depois disso fez várias apresentações com o famoso tenor. Em 1995 ela interpretou Mimì, uma personagem da ópera La Bohème, de Puccini, na Metropolitan Opera House.
Também é conhecida pelos seus papéis criados por Mozart, como Donna Elvira (Don Giovanni), Despina (Così fan tutte) e de outros artistas compositores, como Puccini, Donizetti e Verdi.
Ela também fez várias gravações para a Philips, Opera Rara e Telarc rótulos, incluindo três óperas de Mozart conduzidas por Charles Mackerras. Atualmente, vive perto de Cardife, País de Gales, com seu esposo e sua filha.